# Vinko Pribojević

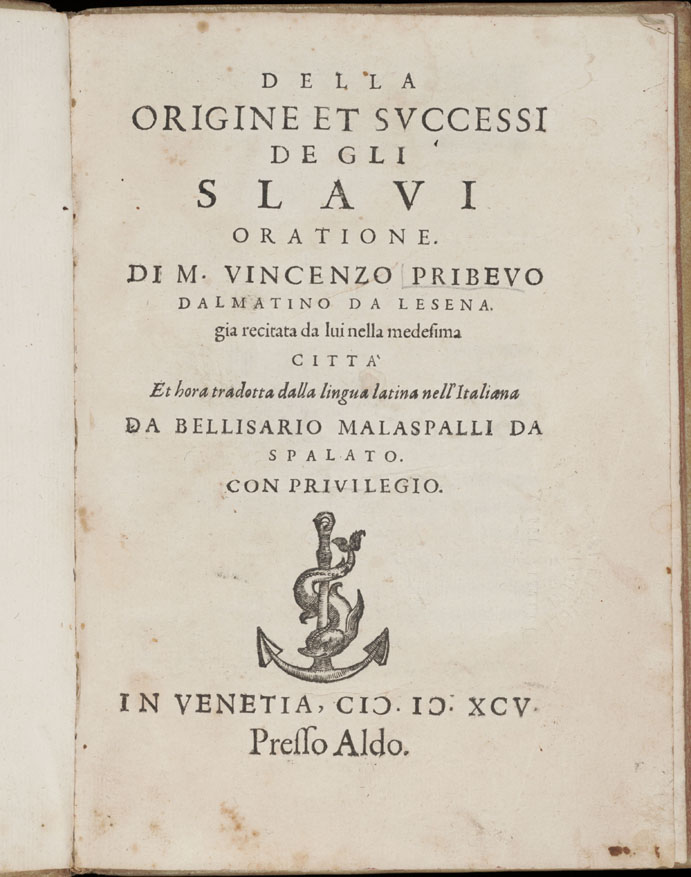
Strona tytułowa Oratio de origine sucessionibusque Slavorum. Przekład włoski z 1595 roku.

Vinko Pribojević lub Vincentius Priboevius (ur. ok. 1480 roku, zm. po 1532 roku) – chorwacki historyk, dominikanin, twórca idei pansłowiańskiej. Uważany za prekursora iliryzmu oraz twórcę tzw. hipotezy bałkańskiej etnogenezy Słowian.

## Życie
O jego życiu zachowało się niewiele informacji. Urodził się około roku 1480 na wyspie Hvar. Jego brat Jeronim (Hieronymus Priboevius) był również dominikaninem.
Vinko w młodym wieku wstąpił do zakonu dominikanów. Uczył się w zakonnym studium, gdzie uzyskał doskonałe wykształcenie – w swoim dziele cytował 39 autorów starożytnych i wielu renesansowych. Po ślubach wieczystych i święceniach kapłańskich, w roku 1511 został mistrzem studiów (magister studentium) w dominikańskim klasztorze we Florencji. Wkrótce także objął tam studium Biblicum. W roku 1515 uzyskał stopień Magisterii Sacrae Theologiae.
Przed rokiem 1525 wyjechał do Polski, gdzie spędził trzy lata, prawdopodobnie w krakowskim klasztorze dominikanów. Tam zapoznał się z historiografią polską. W swoim dziele powoływał się na Macieja Miechowity Tractatus de duobus Sarmatiis, opublikowany w 1517 roku, oraz bliżej nieokreślone Annales Polonorum (prawdopodobnie Roczniki Jana Długosza).
W roku 1525, na rodzinnej wyspie Hvar, przed społeczną i intelektualną elitą Dalmacji, wygłosił orację zatytułowaną  De Origine Successibusque Slavorum, w której z pasją i wielką erudycją nakreślił historię Słowian od czasów pradawnych do sobie współczesnych.
Zachwyceni przyjaciele, z kręgu dalmackich humanistów, przygotowali specjalną edycję mowy, do której dołączono laudacje i wiersze o autorze. Ukazała się ona w Wenecji, w roku 1532. Dalsze losy Vinko nie są znane. Wiadomo jednak, że książka spotkała się z bardzo dobrym przyjęciem zarówno w Dalmacji, jak i we Włoszech. W roku 1595 przygotowano jej włoski przekład, który ukazał się w Wenecji.

## Dzieło
Oratio de origine sucessionibusque Slavorum składa się z trzech części. W pierwszej autor opowiada o początkach Słowian i ich czynach w starożytności. W drugiej daje krótki zarys historii i geografii Dalmacji. Trzecia część jest poświęcona jego rodzinnej wyspie Hvar.
W swoim dziele Pribojević zrelacjonował dotychczasowe ustalenia historiografii dotyczące początków i dziejów Słowian. Uznał je w większości za błędne i przedstawił własne wnioski. Jego podstawową tezą było utożsamienie Ilirów, zamieszkujących w starożytności zachodnią część Półwyspu Bałkańskiego, ze Słowianami. Uzasadnił ją uczonym wywodem, w którym cofnął się do biblijnych początków Słowian i zasiedlenia przez nich większej części Europy w okresie jeszcze przed założeniem Rzymu.
Utożsamienie Ilirów ze Słowianami pozwoliło Pribojevićowi powiązać ich dzieje z Aleksandrem Macedońskim i późniejszymi wojnami z Rzymem. Naciskana przez Rzymian część Ilirów miała wyemigrować w ostatnich wiekach przed naszą erą na północ, a trzej legendarni bracia założyli tam królestwa Lechitów, Czechów i Rusów. Natomiast po upadku Rzymu część plemion słowiańskich powróciła na Bałkany.

## Recepcja
Pribojević uważany jest za pierwszego autora, który zauważył istnienie wspólnoty ogólnosłowiańskiej, obejmującej tak Słowian południowych, jak i zachodnich oraz wschodnich. Uzasadnił istnienie takiej wspólnoty tak argumentami historycznymi, jak językowymi oraz kulturowymi. XIX-wieczni twórcy panslawizmu uznali Pribojevicia za pierwszego przedstawiciela i twórcę tej idei.
Przez XIX-wiecznych twórców iliryzmu Pribojević był uważany za najstarszego wyraziciela idei jedności Słowian południowych, co wykorzystywała w XX wieku historiografia jugosłowiańska. Za sprawą dzieła chorwackiego dominikanina tzw. bałkańska hipoteza etnogenezy Słowian dominowała w historiografii europejskiej od XVI do XVIII wieku. W XIX wieku została odrzucona przez główny nurt nauki, ale pojawiała się niekiedy w dziełach niektórych archeologów i historyków, zwłaszcza w kontekście wyjaśnienia pochodzenia ludu Wenedów, któremu przypisywano pochodzenie słowiańskie, iliryjskie bądź mieszane – słowiańsko-iliryjskie. Część badaczy uważała również, że kulturę łużycką stworzył mieszany etnos iliryjsko-słowiański. Współcześnie koncepcja iliryjskiej, czy też bałkańskiej etnogenezy Słowian jest odrzucana niemal przez wszystkich badaczy.